# Роберто Торрес Моралес
Роберто Торрес Моралес (ісп. Roberto Torres Morales, нар. 7 березня 1989, Памплона) — іспанський футболіст, півзахисник клубу «Осасуна».

## Ігрова кар'єра
Роберто Торрес є вихованцем клубу «Осасуна» з рідного міста Памплона. З 2007 року став виступати за резервну команду, в якій провів п'ять сезонів, взявши участь у 132 матчах Сегунди Б. Більшість часу, проведеного у складі другої команди «Осасуни», був основним гравцем команди.
11 грудня 2011 року Торрес дебютував з першою командою в Ла Лізі, замінивши Лоло на останні 20 хвилин матчу проти «Малаги» (1:1). 9 серпня наступного року він був остаточно переведений до першої команди. Незважаючи на те, що він грав мало протягом сезону 2012/13 років, Торрес забив свій перший гол на дорослому рівні в матчі проти столичного «Реала» (2:4). У наступному сезоні він грав більш регулярно, забивши п'ять м'ячів, але команда покинула вищий дивізіон.
22 липня 2015 року Торрес підписав новий трирічний контракт з рідною командою, а вже за підсумками наступного сезону 2015/16 команді вдалось виграти плей-оф та повернутись до Прімери. 2017 року «Осасуна» знову покинула вищий дивізіон, але Роберто і цього разу не покинув команду і будучи одним з її лідерів 2019 року допоміг їй виграти Сегунду та знову вийти до Прімери, після чого продовжив контракт з рідним клубом до 2021 року, встановивши клаусулу на рівні 10 мільйонів євро. Станом на 27 липня 2020 року відіграв за клуб з Памплони 257 матчів в національному чемпіонаті.

## Виступи за збірну
28 грудня 2013 року Торрес дебютував грав у складі невизнаної УЄФА та ФІФА збірної Країни Басків у товариському матчі проти Перу, забивши у тому матчі гол. Також зіграв у наступні роки два товариські матчі проти збірної Каталонії (1:1).

## Досягнення
- Чемпіон іспанської Сегунди: 2018–19